# Kotthegala, Tirumakudal Narsipur
Kotthegala là một làng thuộc tehsil Tirumakudal Narsipur, huyện Mysore, bang Karnataka, Ấn Độ.